# П'єр-Андре Тагієфф
П'єр-Андре Тагієв (фр. Pierre-André Taguieff; нар. 4 серпня 1946 року) — французький філософ, який спеціалізується на вивченні расизму та антисемітизму. Він є директором досліджень у Французькому національному центрі наукових досліджень в лабораторії Інституту політичних досліджень Парижа. Він також є членом аналітичного центру Cercle de l'Oratoire.
Тагієв є автором низки книг і статей про расизм і антисемітизм, серед яких «Сила упереджень: Про расизм та його двійників» (англ. The Force of Prejudice: On Racism and Its Doubles) та «Піднімаючись з багна: як подолати расизм і його двійників» (англ. Rising from the Muck: The New Antisemitism in Europe). Він відомий, зокрема, своїми дослідженнями про французький Національний фронт і популізм.

## Переконання і справи

### Про расизм
У книзі «Сила упереджень: Про расизм та його двійників» (1987) Тагієв проаналізував кілька різних типів расизму:
- Перший тип расизму виступає проти змішання рас, на користь расової сегрегації і прагне зберегти відмінності між різними передбачуваними расами. Теорії расизму 19 століття, такі як «Есе про нерівність людських рас» Артура де Гобіно (1853-55), є прикладом цього типу расизму, який претендує на наукове обґрунтування та існування біологічних людських рас. Іншими словами, цей псевдонауковий расизм приймає відмінності у кількості меланіну (який визначає колір шкіри) за расові відмінності.
- Другий тип підступно приховує в собі просвітницька філософія універсалізму: її мрія про єдність людства може привести, в особливих і крайніх випадках, до бажання знищити всі культурні відмінності, що дорівнює ефективному геноциду або етноциду. Тагієв не стверджує, що філософія Просвітництва сама по собі є расистською, але крайні форми цієї волі до універсальності можуть призвести на практиці до знищення плюралізму культур і до відкидання навіть поміркованих форм мультикультуралізму.
- Третій, найновіший тип увібрав у себе нападки культурних релятивістів на расизм. Ця нова форма расизму перевернула відомі антирасистські аргументи етнолога Клода Леві-Стросса. Згідно з Леві-Стросом, різні культури неспівмірні, і тому кожна з них вважає, що прогрес і перевага на її боці — Леві-Строс у своєму есе для ЮНЕСКО 1952 року використав відому метафору двох потягів, що перетинають один одному шлях: кожен з них вважає, що їде в правильному напрямку, тоді як інший, здається, не рухається або рухається назад. Через це етноцентризм є необхідною оптичною ілюзією, яку, своєю чергою, расистський дискурс використовує для свого виправдання.

Тагієва неодноразово звинувачували в расизмі, наприклад, коли він похвалив книгу Оріани Фаллачі «Лють і гордість». Його також критикували за внесок у контроверсійний сайт Dreuz.info, який французька газета Le Monde назвала «ультрасіоністським» та ісламофобським.

### Про дискурс Nouvelle Droite
На думку Тагієва, расистський дискурс, такий як той, що підтримується ультраправим рухом «Нові праві» Алена де Бенуа, прийняв теорії культурного релятивізму та неіснування біологічної раси. Претендуючи на підтримку культурного релятивізму і, таким чином, антирасизму, цей новий расистський дискурс фактично повторює суворе розрізнення різних етнічних груп і сегрегацію між ними.
Оскільки вона стверджує, що «етнічні групи» існують, але не є біологічними расами, вона стверджує, що не є расистською. Однак, окрім псевдонаукових расистських теорій 19 століття, вона відстоює антиасиміляторську думку, повністю відкидаючи поняття соціального плавильного котла. Стверджуючи, що філософія універсальності Просвітництва, доведена до крайнощів, є формою расизму, вона видає себе за антирасистську, проповідуючи суворе розділення етнічних груп. Однак, якщо критики «універсального расизму» мають рацію, то очевидно, що ця нова форма расизму походить безпосередньо від старого дискурсу поділу між різними уявними расами.

### Про антисемітизм
Тагієв також дуже цікавиться роботами Леона Полякова та Нормана Кона і багато працював над антисемітською фальшивкою Протоколи сіонських мудреців. Сьогодні він працює над націоналізмом, майбутнім Республіки та концепцією прогресу.
Засудження П'єром-Андре Таґефом антисемітизму та інструменталізації антисіонізму окремими групами ультраменшин викликало суперечки, а його опоненти стверджували, що він ототожнює антисіонізм з антисемітизмом. Однак П'єр-Андре Тагієв є затятим противником будь-якої форми комунітаризму. Таким чином, він не стверджує, що антисіонізм — це обов'язково антисемітизм, а лише те, що в деяких ісламістських колах явний антисіонізм може приховувати прихований антисемітизм, у чистій традиції європейської історії антисемітизму.